# Sophie Rogall
Sophie Marie Rogall da sposata Ehnes-Rogall (Starnberg, 31 marzo 1983) è un'attrice, doppiatrice e conduttrice radiofonica tedesca.

## Biografia
Da bambina ha ricevuto lezioni di danza: ha debuttato come attrice da adolescente nella serie televisiva Bei aller Liebe e nel film Dreamgate. 
Ha acquisito notorietà nel 2002 grazie alla sua interpretazione nel film Fickende Fische, affiancata da Tino Mewes, per tale ruolo è stata candidata come miglior attrice al Deutscher Filmpreis. 
Ha completato la propria formazione da attrice al Bayerische Theaterakademie August Everding dal 2008 al 2011.

## Filmografia

### Cinema
- Dreamgate - regia di Brigitta Dresewski (2000)
- Fickende Fische  - regia di Almut Getto (2002)
- Verfolgt - regia di Angelina Maccarone (2006)
- 2er ohne - regia di Jobst Oetzmann (2008)
- Jesus liebt mich - regia di Florian David Fitz (2012)
- Und morgen Mittag bin ich tot - regia di Frederik Steiner (2013)
- Kirschblüten & Dämonen - regia di Doris Dörrie (2019)

### Televisione
- Bei aller Liebe - serie TV (2000-2001)
- Un ciclone in convento (Um Himmels Willen) - serie TV (2001)
- Unser Pappa - regia di Thomas Jauch - film TV (2001)
- Polizeiruf 110 - serie TV (2003)
- Mein Leben & Ich - serie TV (2004)
- Delphinsommer - regia di Jobst Oetzmann - film TV (2004)
- Bella Block - serie TV (2005)
- Siska - serie TV (2 episodi) (2005-2006)
- Die Familienanwältin - serie TV (2006)
- Die Männer vom K3 - serie TV (2007)
- Il commissario Köster (Der Alte) - serie TV (2 episodi) (2008,2019)
- Squadra Speciale Colonia (SOKO Köln) - serie TV (2 episodi) (2009,2018)
- Danni Lowinski - serie TV (2014)
- Hubert ohne Staller - serie TV (2017)
- In aller Freundschaft - serie TV (2018)
- Frühling - serie TV (2021)
- Die Rosenheim-Cops - serie TV (2021)
- Riesending – Jede Stunde zählt - regia di Jochen Alexander Freydank - film TV (2022)
- Squadra Speciale Stoccarda (SOKO Stuttgart) - serie TV (2024-2025)

## Doppiaggio

### Cinema
- Alice Englert in Ginger & Rosa, Beautiful Creatures - La sedicesima luna, In Fear
- Victoria Yeates in Animali fantastici - I crimini di Grindelwald, Animali fantastici - I segreti di Silente
- Déborah François in Il monaco
- Olivia Thirlby in Amici, amanti e...
- Mackenzie Davis in Quel momento imbarazzante
- Carey Mulligan in Suffragette
- Kelly Rohrbach in Un giorno di pioggia a New York

### Televisione
- Vanessa Ray in Damages
- Charles McKenna in Law & Order: UK
- Katharine Isabelle in Motive
- Faye Marsay in Black Mirror
- Alexandra Breckenridge in Pure Genius
- Sarah Pidgeon in The Wilds
- Emma D’Arcy in House of the Dragon
- Morfydd Clark in Il Signore degli Anelli - Gli Anelli del Potere
- Sasheer Zamata in Agatha All Along
- Hitomiko in Inuyasha
- Eclipsa Butterfly in Marco e Star contro le forze del male
- Clara Magnolia in Violet Evergarden